# Vyacheslav Ivanenko
Pour l’article homonyme, voir Ivanenko.
Vyacheslav Ivanovich Ivanenko (en russe : Вячеслав Иванович Иваненко, Viatcheslav Ivanovitch Ivanenko), né le 3 mars 1961 à Kemerovo, est un ancien athlète soviétique, spécialiste de la marche.
Il remporta la médaille d'or à Séoul en 1988 avec un temps de 3 h 38 min 29 s.